# Kanclerz (serial telewizyjny)
Kanclerz – polski serial biograficzny z 1989 roku, zrealizowany według powieści Zbigniewa Safjana pt. Kanclerz. Opowiada o życiu kanclerza Jana Zamoyskiego i wydarzeniach, które uczyniły go najbardziej wpływową postacią w dziejach I Rzeczypospolitej.

## Fabuła
Akcja toczy się na przełomie XVI i XVII wieku. Narratorem jest kronikarz Reinhold Heidenstein, odtwarzający wspaniałą karierę swego możnego protektora – Jana Zamoyskiego, na tle dramatycznych wydarzeń, które miały miejsce w ówczesnej Polsce.

## Obsada
- Marcin Troński – Jan Zamoyski
- Krzysztof Kolberger – Reinhold Heidenstein, sekretarz Jana Zamoyskiego
- Wojciech Alaborski – Andrzej Zborowski, brat Samuela i Krzysztofa
- Zdzisław Wardejn – Emerlich Sonntag, agent Habsburgów
- Piotr Polk – Zygmunt III Waza
- Bronisław Pawlik – marszałek Andrzej Opaliński
- Mirosława Marcheluk – Anna Jagiellonka, królowa Polski, żona Batorego
- Jerzy Grałek – Stefan Batory, król Polski, książę Siedmiogrodu
- Andrzej Szczytko – Wacław Urowiecki, podkomendny Jana Zamoyskiego
- Krzysztof Jasiński – Samuel Zborowski, brat Andrzeja i Krzysztofa
- Jerzy Kamas – Jan Zborowski
- Jerzy Kryszak – Szymon Mroczek
- Danuta Kowalska – 2 role: Klara Górnicka, miłość Heidensteina; prostytutka, sobowtór Klary
- Maria Gładkowska – Krystyna, siostra księcia Radziwiłła, żona Zamoyskiego
- Henryk Machalica – Górnicki, teść Klary
- Piotr Pawłowski – Jean de Monluc, wysłannik Walezego
- Zdzisław Tobiasz – medyk Jerzy Blandrata, zwolennik Batorego
- Juliusz Lubicz-Lisowski – Jakub Uchański, prymas Polski
- Gustaw Lutkiewicz – książę Mikołaj Radziwiłł
- Stanisław Michalski – Jan Kochanowski
- Stefan Szmidt – kasztelan Stanisław Szafraniec
- Grzegorz Wons – Henryk III Walezy
- Andrzej Grzybowski – sługa Monluca
- Krzysztof Ibisz – student z Padwy
- Piotr Siejka – Krzysztof Zborowski, najmłodszy brat Samuela i Andrzeja
- Marcel Szytenchelm – sługa Heidensteina
- Tadeusz Teodorczyk – szlachcic Tarkowski
- Bogusława Pawelec – kobieta na uczcie u Radziwiłła
- Andrzej Precigs – Stanisław Żółkiewski
- Andrzej Żółkiewski – Serny, podkomendny Zamoyskiego
- Jan Kulczycki – Burduk, zamachowiec strzelający do prymasa Uchańskiego
- Andrzej Szenajch – sługa Mroczka
- Małgorzata Pieczyńska – Gryzelda, bratanica Batorego, żona Zamoyskiego
- Jerzy Rogalski – Wojtaszek, lutnista Samuela Zborowskiego, szpieg Mroczka
- August Kowalczyk – stary szlachcic
- Dariusz Siatkowski – Spytko Jordan
- Wojciech Ziętarski – mnich rozmawiający z Zamoyskim
- Maciej Góraj – Zachalaszka, szlachcic zabity przez Mroczka w karczmie
- Bogumił Antczak – biskup
- Leon Charewicz – karczmarz
- Zdzisław Rychter – szlachcic przed karczmą
- Tadeusz Somogi – uczestnik egzekucji Zborowskiego
- Karol Dillenius

## Plenery
- Piotrków Trybunalski, Inowłódz, Klęk.